# 台湾假瘤蕨
台湾假瘤蕨（学名：Phymatopteris taiwanensis）为水龙骨科假瘤蕨属下的一个种。

## 扩展阅读
- 維基物種上的相關：台湾假瘤蕨